# Deutsche Meisterschaft im Straßenrennen 1948 (Amateure)
Die Deutsche Meisterschaft im Straßenrennen der Amateure 1948 wurde am 29. August in Köln ausgetragen. Die Strecke war 160 Kilometer lang. Sieger wurde Eugen Hasenforther.

## Rennverlauf
Am Start in Köln waren rund 150 Radrennfahrer aus den drei westlichen Besatzungszonen (Trizone) und aus Berlin. Der Kurs führte von Köln in die Eifel und zurück. Das Ziel lag auf der Müngersdorfer Radrennbahn. In der Eifel bildete sich zur Hälfte des Rennens eine Spitzengruppe von zunächst 17 Fahrern, die von acht weiteren Fahrern noch erreicht wurde. 20 Kilometer vor dem Ziel waren 25 Fahrer an der Spitze. Auf der Radrennbahn wurden im Finale noch drei Runden gefahren. Den Sprint gewann Hasenforther deutlich.

## Ergebnis
|     | Fahrer             | Ort                | Zeit (h) |
| --- | ------------------ | ------------------ | -------- |
| 01. | Eugen Hasenforther | Stuttgart          | 4:43:00  |
| 02. | Jagotschinski      | Fröndenberg/Ruhr   | gl. Zeit |
| 03. | Rolf Ludewig       | Hannover           | gl. Zeit |
| 04. | Waldemar Knoke     | Hannover           | gl. Zeit |
| 05. | Horst Grünewald    | Neuhaus am Rennweg | gl. Zeit |
| 06. | Heinz Theissen     | Hannover           | gl. Zeit |
| 0 … |                    |                    |          |